# ハーブ・エリス
ハーブ・エリス（Herb Ellis、本名：Mitchell Herbert Ellis、1921年8月4日 - 2010年3月28日）は、アメリカ合衆国テキサス州生まれのジャズ・ギタリスト。1950年代のオスカー・ピーターソン・トリオでの演奏で知られる。

## 来歴
1921年、テキサス州ダラス郊外のファーマーズヴィルで生まれる。北テキサス州立大学（North Texas State University）に音楽専攻で入学するも学費がなく1941年に退学し、カンザス大学のバンドと共に6ヶ月のツアーに同行。
1943年、グレン・グレイ & ザ・カサ・ロマ・オーケストラに入り、その後、ジミー・ドーシー楽団などを経る。
1953年から1958年まで、オスカー・ピーターソン・トリオの一員として活躍。1957年から1962年まで、エラ・フィッツジェラルドとの共演などで評価を得る。
1960年代は主にスタジオ・ミュージシャンとして過ごし、1973年にジャズに復帰。
1994年アーカンソー・ジャズ栄誉の殿堂に加る。1997年11月15日に、北テキサス音楽大学（University of North Texas College of Music）から、名誉博士号を受け取る。
2010年3月28日朝、ロサンゼルスの自宅でアルツハイマー病のため88歳の生涯を閉じた。

## ディスコグラフィ

### リーダー・アルバム
- 『エリス・イン・ワンダーランド』 - Ellis in Wonderland (1956年、Norgran)
- 『ナッシング・バット・ザ・ブルース』 - Nothing but the Blues (1957年、Verve)
- Herb Ellis Meets Jimmy Giuffre (1959年、Verve)
- 『サンキュー・チャーリー・クリスチャン』 - Thank You, Charlie Christian (1960年、Verve)
- 『ソフトリー・バット・ウィズ・ザット・フィーリング』 - Softly...but with That Feeling (1961年、Verve)
- 『ミッドナイト・ロール』 - The Midnight Roll (1962年、Epic)
- 『スリー・ギターズ・イン・ボサノヴァ・タイム』 - Three Guitars in Bossa Nova Time (1963年、Epic)
- Together! (1963年、Epic) ※with スタッフ・スミス
- 『4 トゥ・ゴー』 - 4 to Go! (1963年、Columbia) ※with アンドレ・プレヴィン、シェリー・マン、レイ・ブラウン
- 『ジャズ・ギターの饗宴』 - Guitar/Guitar (1965年、Columbia) ※with チャーリー・バード
- 『マン・ウィズ・ザ・ギター』 - Man with the Guitar (1965年、Dot)
- Herb Ellis and the All Stars (1974年、Epic)
- 『ソフト・シュー』 - Herb Ellis & Ray Brown's Soft Shoe (1974年、Concord Jazz)
- 『セヴン・カム・イレヴン』 - Seven, Come Eleven (1974年、Concord Jazz) ※with ジョー・パス
- 『ジャズ・コンコード』 - Jazz/Concord (1974年、Concord Jazz) ※with ジョー・パス
- 『トゥー・フォー・ザ・ロード』 - Two for the Road (1974年、Pablo) ※with ジョー・パス
- 『リズム・ウィリー』 - Rhythm Willie (1975年、Concord Jazz) ※with フレディ・グリーン
- In Session with Herb Ellis (1975年、Guitar Player)
- 『アフター・ユーヴ・ゴーン』 - After You've Gone (1975年、Concord Jazz) ※with レイ・ブラウン、ハリー・エディソン
- 『グレート・ギターズ』 - Great Guitars (1976年、Concord Jazz) ※with チャーリー・バード、バーニー・ケッセル
- 『ア・ペアー・トゥ・ドロー・トゥ』 - A Pair to Draw To (1976年、Concord Jazz) ※with ロス・トンプキンス
- 『プア・バタフライ』 - Poor Butterfly (1977年、Concord Jazz) ※with バーニー・ケッセル
- Herb (1978年、CBS/Sony)
- 『グレイト・ギターズ / ストレイト・トラックス』 - Great Guitars: Straight Tracks (1978年、Concord Jazz) ※with チャーリー・バード、バーニー・ケッセル
- 『ウインド・フラワー』 - Windflower (1978年、Concord Jazz) ※with レモ・パルミエ
- 『ソフト・アンド・メロウ』 - Soft & Mellow (1979年、Concord Jazz)
- 『グレート・ギターズ / アット・ザ・ワイナリー』 - Great Guitars at the Winery (1980年、Concord Jazz) ※with チャーリー・バード、バーニー・ケッセル
- 『ハーブ・エリス・アット・モントルー』 - At Montreux Summer 1979 (1980年、Concord Jazz)
- Interplay (1981年、Concord Jazz) ※with カル・コリンズ
- Great Guitars at Charlie's Georgetown (1983年、Concord Jazz) ※with チャーリー・バード、バーニー・ケッセル
- 『スウィート・アンド・ラヴリー』 - Sweet And Lovely (1984年、Atlas)
- 『ホエン・ユア・スマイリング』 - When You're Smiling (1984年、Atlas)
- Anniversary in Paris (1986年、Phoenix) ※with マルク・ヘンメラー
- 『ドッギン・アラウンド』 - Doggin' Around (1989年、Concord Jazz) ※with レッド・ミッチェル
- Roll Call (1991年、Justice)
- Texas Swings (1992年、Justice)
- The Jazz Masters (1994年、AIM) ※with レイ・ブラウン、セルジェ・エルモール
- The Return of the Great Guitars (1996年、Concord Jazz) ※with チャーリー・バード、マンデル・ロウ、ラリー・コリエル
- Down-Home (1996年、Justice)
- Herb Ellis Meets T. C. Pfeiler (1997年、Tonewheel)
- Burnin' (1998年、Acoustic Music)
- An Evening with Herb Ellis (1998年、Jazz Focus)
- Blues Variations (1998年、Live at EJ's)
- Conversations in Swing Guitar (1999年、Stony Plain) ※with デューク・ロビラード
- Great Guitars Live (2001年、Concord Jazz) ※with チャーリー・バード、バーニー・ケッセル
- More Conversations in Swing Guitar (2003年、Stony Plain) ※with デューク・ロビラード

### モンティ・アレキサンダー、レイ・ブラウン、ハーブ・エリス
- 『トリオ』 - Trio (1981年、Concord Jazz) ※with モンティ・アレキサンダー、レイ・ブラウン (以下同)
- 『トリプル・トリート』 - Triple Treat (1982年、Concord Jazz)
- Overseas Special (1984年、Concord Jazz)
- Triple Treat II (1988年、Concord Jazz)
- Triple Treat III (1989年、Concord Jazz)

### 参加アルバム
メル・ブラウン
- Chicken Fat (1967年、Impulse!)

ベニー・カーター
- Benny Carter Plays Pretty (1954年、Norgran)
- New Jazz Sounds (1954年、Norgran)

ハリー・エディソン
- Gee Baby, Ain't I Good to You (1957年、Verve)

ロイ・エルドリッジ
- Rockin' Chair (1953年、Clef)
- Dale's Wail (1953年、Clef)
- Little Jazz (1954年、Clef)

ヴィクター・フェルドマン
- Soviet Jazz Themes (1962年、Äva)

ジョニー・フリゴ
- I Love John Frigo...He Swings (1957年)

スタン・ゲッツ
- 『スタン・ゲッツ&ジェリー・マリガン〜スタン・ゲッツ&オスカー・ピーターソン・トリオ』 - Stan Getz and the Oscar Peterson Trio (1958年、Verve)
- Jazz Giants '58 (1958年、Verve)

ディジー・ガレスピー
- Diz and Getz (1953年、Norgran)
- Roy and Diz (1954年、Clef) ※with ロイ・エルドリッジ
- For Musicians Only (1956年、Verve)

ヴィンス・ガラルディ
- Alma-Ville (1969年、Warner Bros.-Seven Arts)
- It Was a Short Summer, Charlie Brown (1969年、Peanuts television special)
- A Boy Named Charlie Brown: Selections from the Film Soundtrack (1970年、Columbia Masterworks)
- A Boy Named Charlie Brown: Original Motion Picture Soundtrack (2017年、Kritzerland)

コールマン・ホーキンス
- Coleman Hawkins and Confrères (1958年、Verve)

ルー・ロウルズ
- Lou Rawls Live! (1966年、Capitol)

イリノイ・ジャケー
- 『スウィングス・ザ・シング』 - Swing's the Thing (1956年、Clef)

バド・シャンク
- Bud Shank Plays Music from Today's Movies (1967年、World Pacific)
- Magical Mystery (1967年、World Pacific)

ガボール・ザボ
- Wind, Sky and Diamonds (1967年、Impulse!)

オスカー・ピーターソン
- 『オスカー・ピーターソン・プレイズ・カウント・ベイシー』 - Oscar Peterson Plays Count Basie (1956年、Verve)
- 『シェークスピア・フェスティヴァルのオスカー・ピーターソン・トリオ』 - Oscar Peterson at the Stratford Shakespearean Festival (1956年、Verve)
- The Oscar Peterson Trio with Sonny Stitt, Roy Eldridge and Jo Jones at Newport (1957年、Verve)
- 『アット・ザ・コンセルトヘボウ』 - Oscar Peterson at the Concertgebouw (1957年、Verve)
- 『オン・ザ・タウン』 - On the Town with the Oscar Peterson Trio (1958年、Verve)
- 『ハロー・ハービー』 - Hello Herbie (1970年、MPS)
- Jazz at the Philharmonic Blues in Chicago 1955 (1983年、Verve)
- Live at the Blue Note (1990年、Telarc)
- A Tribute to Oscar Peterson Live at The Town Hall (1997年、Telarc)
- Tenderly (2002年、Just a Memory)
- Vancouver 1958 (2003年、Just a Memory)

ソニー・スティット
- 『オンリー・ザ・ブルース』 - Only the Blues (1958年、Verve)

ベン・ウェブスター
- 『ソウルヴィル』 - Soulville (1957年、Verve)

レスター・ヤング
- 『プレス・アンド・スウィーツ』 - Pres and Sweets (1955年、Norgran) ※with ハリー・エディソン
- Laughin' to Keep from Cryin' (1958年、Verve)